# Palacio papal de Aviñón
El palacio de los papas (en francés: palais des papes) en Aviñón (Francia) es uno de los edificios góticos más grandes e importantes medievales de Europa. Es uno de los muchos lugares a los que se llama «Palacio de los Papas». Se realizaron en el palacio seis cónclaves en los cuales se llevaron a cabo las elecciones de Benedicto XII (1335), Clemente VI (1342), Inocencio VI (1352), Urbano V (1362), Gregorio XI (1370) y Benedicto XIII (1394). El palacio, que está entrecruzado por dos edificios, es el antiguo palacio de Benedicto XII, una fortaleza asentada en la inexpugnable piedra de Amos, y el nuevo palacio de Clemente VI, el más suntuoso de los papas de Aviñón, ya que no solo es el edificio gótico más grande, sino también en donde se expresa toda la plenitud del estilo del gótico internacional. Es el producto de la construcción y ornamentación de la labor conjunta de los mejores arquitectos franceses, Pierre Peysson y Jean du Louvres —asegura Jean de Loubières—, y los más importantes pintores de frescos de la escuela sienesa, Simone Martini y Matteo Giovanetti.
En 1840 fue objeto de una clasificación como monumento histórico por la lista de 1840.
Forma parte del Patrimonio de la Humanidad desde el año 1995, junto con el Petit Palais, la catedral y puente sobre el Ródano, además del antiguo recinto amurallado. Desde el año 2007 es considerado como Patrimonio europeo.

## Historia
Aviñón se convirtió en la residencia papal en 1309, cuando el gascón Bertrand de Goth, como papa Clemente V, no deseando enfrentarse al violento caos de Roma después de su elección (1305), trasladó la curia papal a Aviñón. Clemente vivió como invitado en el monasterio dominicano de Aviñón y su sucesor, el papa Juan XXII estableció allí un magnífico establecimiento, pero la reconstrucción del viejo palacio obispal fue empezado en serio por el papa Benedicto XII (1334-42) y continuó con sus sucesores hasta 1364. El lugar elegido fue un afloramiento rocoso natural en el borde norte de Aviñón, por encima del río Ródano, llamado Rocher des Doms. Allí estaba el viejo palacio episcopal de los obispos de Aviñón. La elección de este lugar permite a los autores dar altura al conjunto de manera que resulta más impresionante y puede verse desde muy lejos. Es visible desde la cumbre de los Alpilles (Bocas del Ródano).
El Palacio se construyó en dos fases principales con dos segmentos distintivos, conocidos por el Palais Vieux (Palacio Antiguo) de Benedicto XII y Palais Neuf (Palacio Nuevo) de Clemente VI. El edificio fue enormemente caro, consumiendo gran parte de los ingresos papales durante su construcción. Lo decoraron lujosamente artistas de la época como Simone Martini y Matteo Giovanetti.
El Palais Vieux fue construido por el arquitecto Pierre Poisson de Mirepoix por encargo del papa Benedicto XII. El austero Benedicto hizo que se arrasara el anterior palacio episcopal y se reemplazara por un edificio mucho más grande, centrado en un claustro, muy fortificado para defenderse de los atacantes. Sus cuatro alas están flanqueadas por altas torres. 

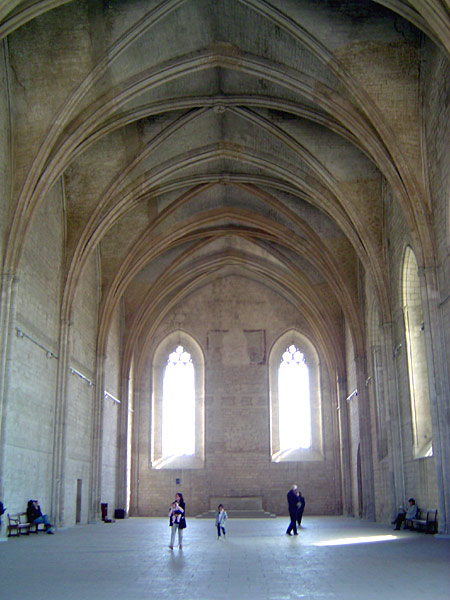
La gran capilla, donde rezaban los papas de Aviñón

Con los papas Clemente VI, Inocencio VI y Urbano V, el edificio fue ampliándose para formar lo que hoy es conocido como el Palais Neuf. Clemente VI encargó a Jean de Louvres que construyera una nueva torre y edificios auxiliares, incluyendo una gran capilla de 52 metros de largo que servía de lugar de celebración de actos de culto papales. Otras dos torres se construyeron con Inocencio VI. Urbano V acabó el patio principal, conocido como la Court d'Honneur, con ulteriores edificios encerrándolo. El interior del edificio fue suntuosamente decorado con frescos, tapices, pinturas, esculturas y techumbres de madera.
Los papas dejaron Aviñón en 1377, regresando a Roma, pero esto provocó el cisma papal época en la que los antipapas Clemente VII y Benedicto XIII hicieron de Aviñón su sede hasta 1408. El último fue aprisionado en el Palacio durante diez años después de ser asediado dentro en 1398. El edificio permaneció en las manos de fuerzas antipapales durante algunos años. Fue asediado desde 1410 hasta 1411, pero se devolvió a la autoridad de los legados papales en 1433.
Aunque el Palacio permaneció bajo control papal, junto con la ciudad y el Comtat Venaissin durante 350 años más, gradualmente se fue deteriorando a pesar de su restauración de 1516. Cuando estalló la Revolución francesa en 1789 ya estaba en mal estado cuando fue tomado y saqueado por las fuerzas revolucionarias. En 1791 fue el escenario de una matanza de contrarrevolucionarios, cuyos cuerpos se arrojaron desde a la Tour des Latrines en el Palais Vieux.
El palacio fue posteriormente tomado por el estado francés napoleónico para usarlo como barracas militares y prisión. Aunque fue dañada por la ocupación militar, especialmente bajo la anticlerical III República, cuando el resto de trabajos de madera interior fue eliminado para usarlo en la estructura como establos, los frescos se cubrieron y se destruyeron en gran medida, pero irónicamente, esto aseguró la que la estructura del edificio sobreviviera. Sólo se vació en 1906, cuando se convirtió en un museo nacional. Desde entonces ha estado en una restauración prácticamente constante.

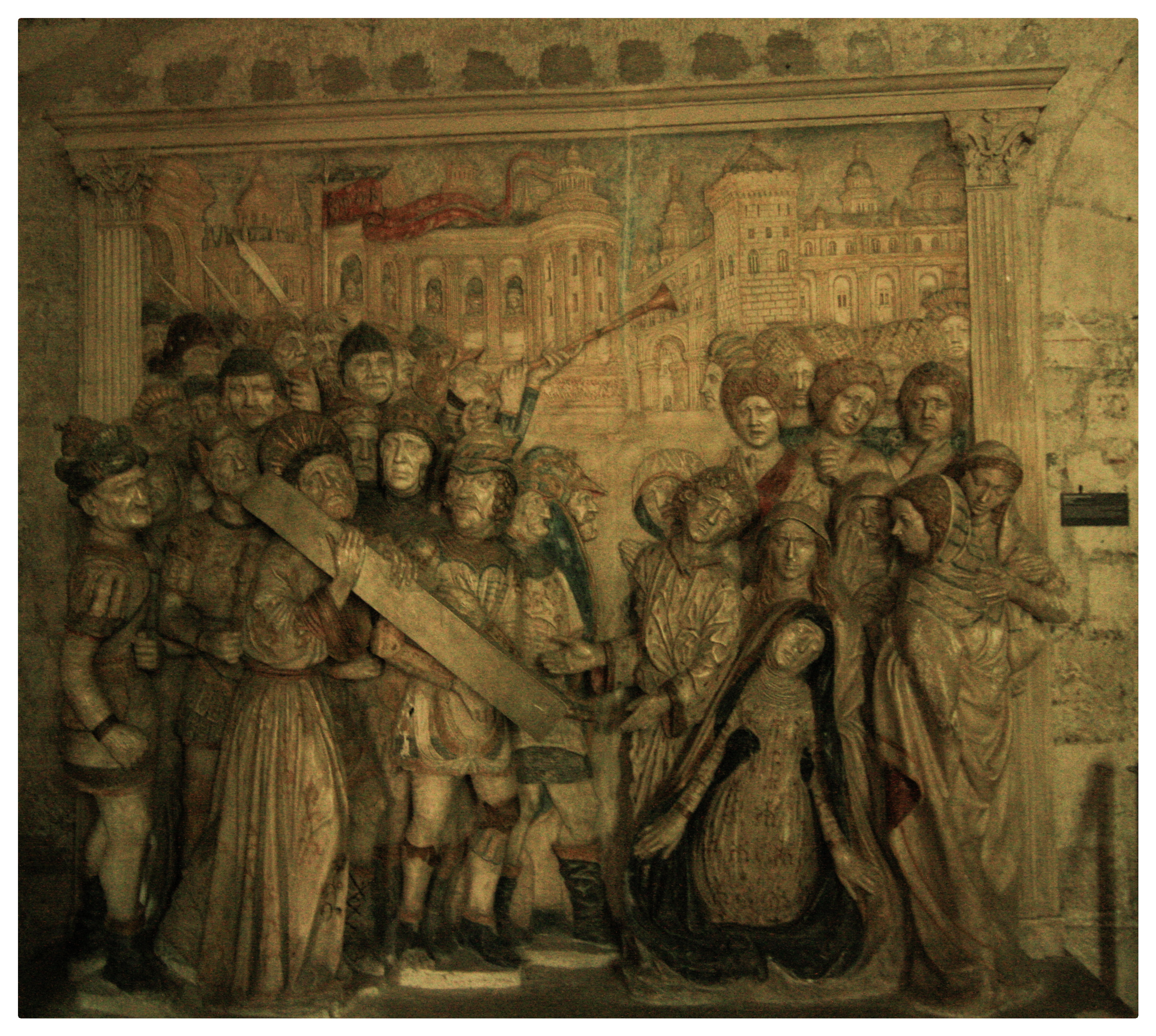
Mural en el Palacio de los Papas

## Descripción

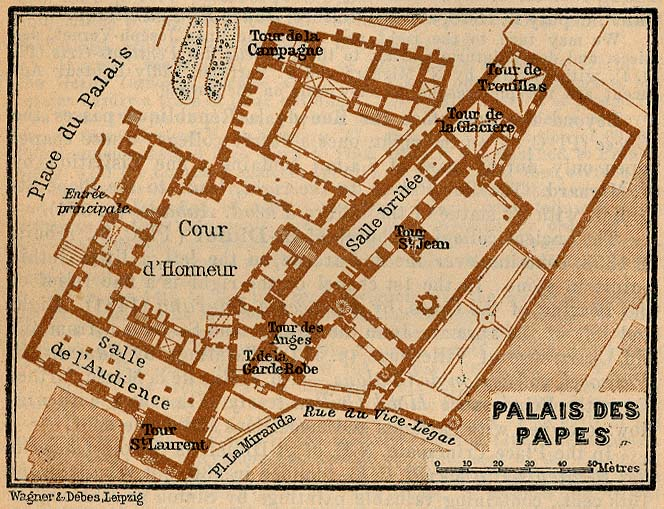
El palacio de los Papas en 1914

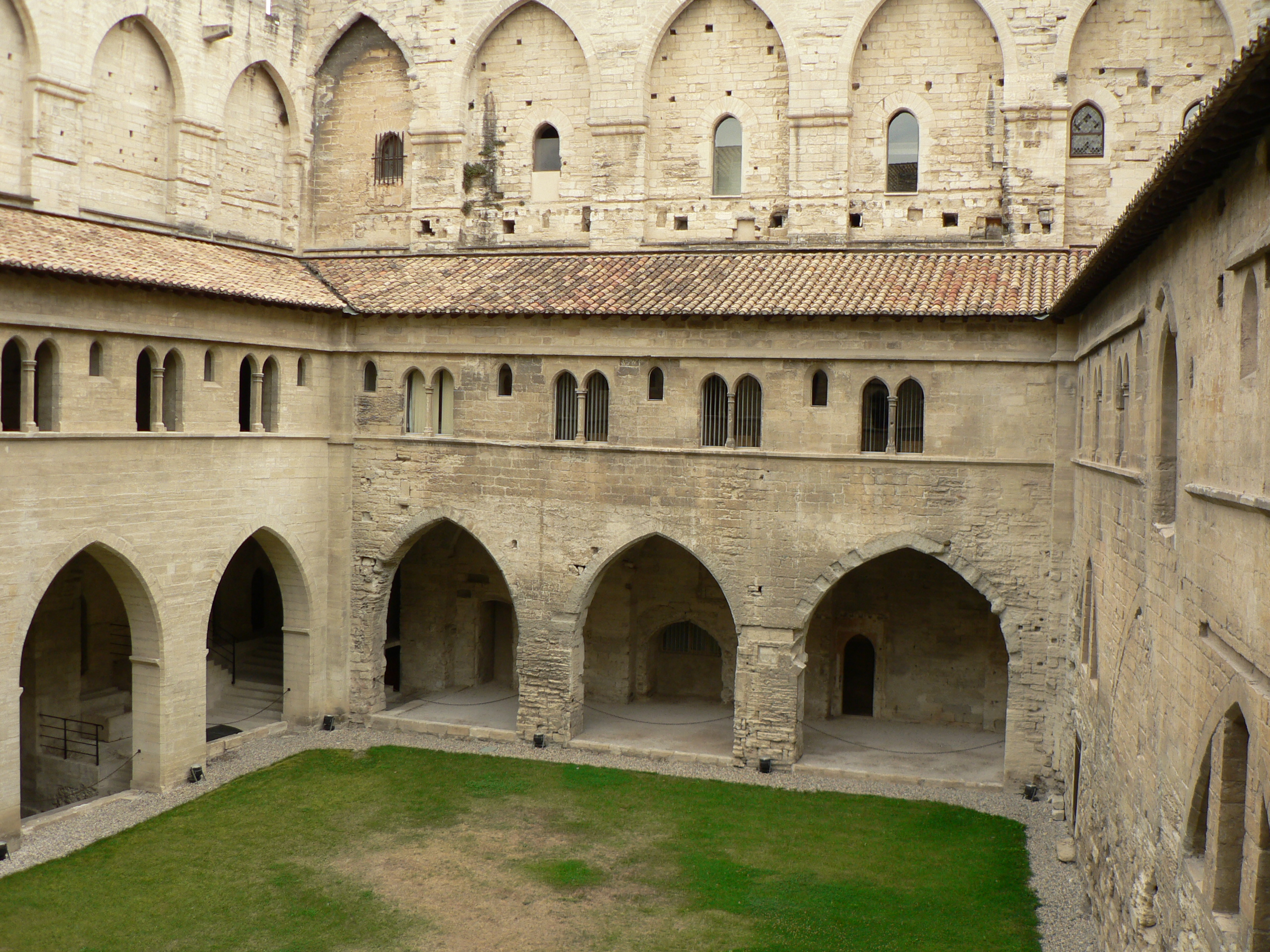
El claustro

Se encuentra sobre la plaza homónima, en el interior del recinto de las antiguas murallas de la ciudad, en las proximidades del Ródano.
Este palacio papal es la más grande de las construcciones góticas de la Edad Media, de un tamaño tal que casi hace pequeña a la catedral, calculándose que ocupa, en total 15 164 m². Sus muros alcanzan más de 5 metros de grosor.
Contiene frescos excepcionales pintados desde 1343 por importantes talleres de pintores venidos de toda Europa, dirigidos por Matteo Giovanetti, originario de Viterbo. Clemente VI le confió la decoración de la Tour de la Garde-Robe (Chambre du Cerf), después las del Palais Vieux: capillas de San Marcial y San Juan. En 1352, Matteo Giovanetti emprendió la decoración de la Grande Audience.
Los frescos aún se conservan, los de la capilla de San Marcial se restauraron en 2005. Se trata de un conjunto excepcional que testimonia la alta calidad artística de la primera escuela de Aviñón.
La mayor parte del palacio está actualmente abierto al público. Alberga un gran centro de convenciones (Centre International des Congrès) que fue creado en 1976 en el marco monumental del Palacio de los Papas y que, actualmente, acoge un gran número de manifestaciones.
Ocupa dos alas del monumento y está concebido para congresos, coloquios, reuniones de 10 a 550 personas. Dispone de diez salas de acogida y de trabajo. Las grandes salas de prestigio del Grand Tinel y de la Grande Audience, situadas en el circuito de visita al monumento, se utilizan como complemento de las salas de reunión para la organización de cócteles, cenas de gala o exposiciones.
La Cour d'Honneur del palacio es, desde 1947, el lugar emblemático del Festival de Aviñón.
Igualmente, se encuentran en él los archivos del departamento de Vaucluse, en una zona del palacio próxima a la catedral.